# Cornelia (metrostation)

Cornelia is een metrostation in het stadsdeel municipio XIII van de Italiaanse hoofdstad Rome. Het station werd geopend op 1 januari 2000 en wordt bediend door lijn A van de metro van Rome.

## Ligging en inrichting
Het station ligt onder de Circonvallazione Cornelia voor de deur van Villa Benedetta. Naast de ingang van Villa Benedetta staat het liftgebouw van het station waar reizigers de lift tussen de straat en de verdeelhal op ongeveer 15 meter diepte kunnen nemen. Daarnaast zijn er roltrappen tussen de verdeelhal en de voetgangerstunnels onder de Circonvallazione Cornelia, aan de zuidkant bij de Via Accursio en aan de noordkant bij de Piazza dei Giureconsulti. De toegangspoortjes staan in de verdeelhal die met vaste trappen en een lift met de perrons is verbonden.  
Aan de noordkant liggen opstelsporen naast de sporen richting het centrum.

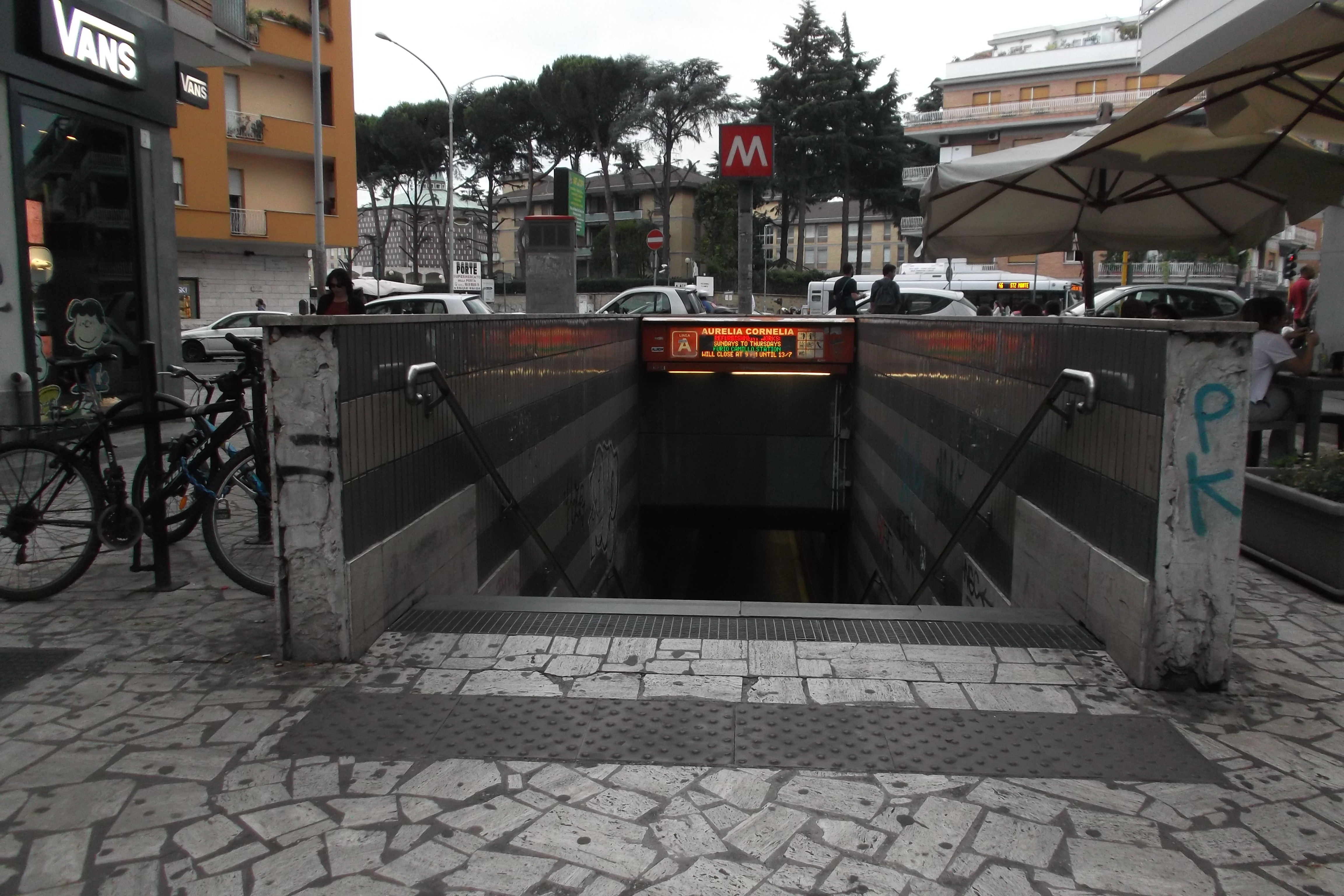
De westelijke uitgang van de noordelijke voetgangerstunnel
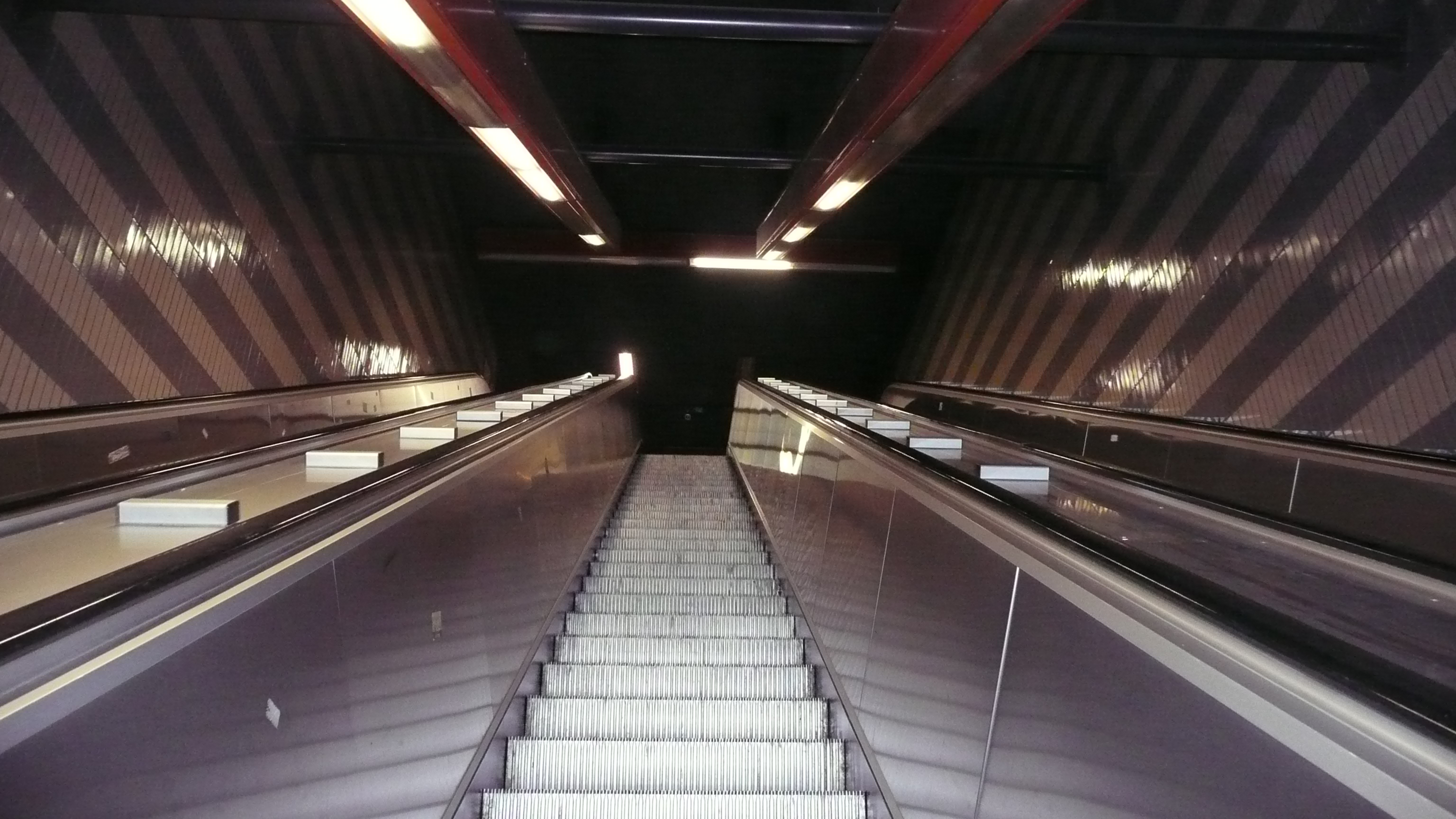
De roltrappen in het station